# Liste der Kulturgüter in Maisprach
Die Liste der Kulturgüter in Maisprach enthält alle Objekte in der Gemeinde Maisprach im Kanton Basel-Landschaft, die gemäss der Haager Konvention zum Schutz von Kulturgut bei bewaffneten Konflikten, dem Bundesgesetz vom 20. Juni 2014 über den Schutz der Kulturgüter bei bewaffneten Konflikten sowie der Verordnung vom 29. Oktober 2014 über den Schutz der Kulturgüter bei bewaffneten Konflikten unter Schutz stehen.
Objekte der Kategorien A und B sind vollständig in der Liste enthalten, Objekte der Kategorie C fehlen zurzeit (Stand: 1. Januar 2023).

## Kulturgüter
| Foto |                                                                                      | Objekt                                                    | Kat. | Typ | Standort                              | Beschreibung |
| ---- | ------------------------------------------------------------------------------------ | --------------------------------------------------------- | ---- | --- | ------------------------------------- | ------------ |
| BW   | Datei hochladen · Wikidata zu Mühle (Q19362774)                                      | Mühle KGS-Nr.: 01473                                      | A    | G   | Unterdorf 16 630771 / 263651          |              |
| ja   | Datei hochladen · Wikidata zu Reformierte Kirche mit ehemaligem Beinhaus (Q29679074) | Reformierte Kirche mit ehemaligem Beinhaus KGS-Nr.: 01474 | B    | G   | Möhlinstrasse 11, 11a 630520 / 263880 |              |
| ja   | Datei hochladen · Wikidata zu Alte Fabrik (Uhrensteinfabrik) (Q29679059)             | Alte Fabrik (Uhrensteinfabrik) KGS-Nr.: 12159             | B    | G   | Unterdorf 18 630809 / 263647          |              |